# Хеннингс, Артур
Артур Хеннингс (нем. Artur Hennings; 11 июля 1940 — 12 ноября 2003, Шверин) — немецкий шахматист; международный мастер (1965).
В составе сборной ГДР участник следующих соревнований:
- 3 командных чемпионата мира среди студентов (1965—1967). А. Хеннингс каждый раз выступал на 1-й доске.
- 2 олимпиады (1968—1970).
- 4-й командный чемпионат Европы (1970) в г. Капфенберге. Сборная ГДР заняла 3-е место.

## Изменения рейтинга
| График не отображается по техническим причинам. Чтобы исправить это, воспроизведите график в новом формате, если это возможно. |